# Bandwagonesque
| Recensione           | Giudizio |
| -------------------- | -------- |
| AllMusic             |          |
| Chicago Tribune      |          |
| Entertainment Weekly | B        |
| Mojo                 |          |
| NME                  | 9/10     |
| Pitchfork            | 8.7/10   |
| Q                    |          |
| Rolling Stone        |          |
| Uncut                | 10/10    |

Bandwagonesque è il terzo album in studio del gruppo musicale britannico Teenage Fanclub, pubblicato nel 1991. L'album diede alla band successo negli Stati Uniti d'America quando il singolo "Star Sign" raggiunse il quarto posto nella classifica Modern Rock Tracks di Billboard, divenendo il loro più grande successo in quella nazione, con "What You Do to Me" e "The Concept" che raggiunsero anch'esse le prime 20 posizioni in tale classifica. Bandwagonesque fu votato Album dell'anno nel 1991 dalla rivista statunitense Spin, evento divenuto celebre per avere battuto Nevermind dei Nirvana.

## Eredità
Nel 2000 Bandwagonesque fu votato al numero 386 nella lista di Colin Larkin dei 1000 migliori album di tutti i tempi. Nel 2013 NME posizionò l'album al numero 115 nella sua lista dei 500 dischi migliori di tutti i tempi.
"The Concept" fu parte della colonna sonora del film del Young Adult.  "What You Do To Me" invece fu parte del film del 2013 La fine del mondo.
Il 28 luglio 2017, Benjamin Gibbard dei Death Cab for Cutie pubblicò Bandwagonesque, un album che coprì tutte le 12 canzoni dell'edizione originale del 1991. Egli affermò che era "[il suo] disco preferito [della sua] band preferita di tutti i tempi."

## Tracce
1. The Concept – 6:07 (Norman Blake)
2. Satan – 1:22 (Blake, Gerard Love, Raymond McGinley, Brendan O'Hare)
3. December – 3:03 (Love)
4. What You Do to Me – 2:00 (Blake)
5. I Don't Know – 4:36 (McGinley)
6. Star Sign – 4:53 (Love)
7. Metal Baby – 3:39 (Blake)
8. Pet Rock – 2:35 (Love)
9. Sidewinder – 3:03 (Love, O'Hare)
10. Alcoholiday – 5:26 (Blake)
11. Guiding Star – 2:48 (Love)
12. Is This Music? – 3:18 (Love)

## Formazione
Teenage Fanclub
- Norman Blake – voce, chitarra
- Gerard Love – voce, basso
- Raymond McGinley – chitarra, voce (in "I Don't Know")
- Brendan O'Hare – batteria, voce (in "Sidewinder")